# Ставрос (дем Просечен)
Вижте пояснителната страница за други значения на Ставрос.
Ставрос (на гръцки: Σταυρός) е село в Гърция, дем Просечен.

## География
Селото е разположено на 120 m надморска височина в Драмското поле, на 6 km западно от Драма по пътя за Просечен (Просоцани), на разклонението за Плевня (Петруса).

## История
Селото е основано от жители на Плевня (Петруса) през 60-те години на XX век.
| Година    | 1913 | 1920 | 1928 | 1940 | 1951 | 1961 | 1971 | 1981 | 1991 | 2001 | 2011 | 2021 |
| --------- | ---- | ---- | ---- | ---- | ---- | ---- | ---- | ---- | ---- | ---- | ---- | ---- |
| Население |      |      |      |      |      |      | 48   | 80   | 107  | 132  | 156  | 136  |